# Paul Dimoff
Paul Dimoff (* 14. Januar 1880 in Mourmelon-le-Grand; † April 1973) war ein französischer Romanist und Literaturwissenschaftler.

## Leben
Dimoff war in Algier Schüler von Louis Bertrand. Er studierte an der Elitehochschule École normale supérieure (Jahrgang 1899) und bestand die Agrégation de lettres. Er habilitierte sich mit den beiden Thèses La vie et l'oeuvre d'André Chénier jusqu'à la Révolution française 1762-1790 (2 Bde., Paris 1936, Genf 1970) und La Genèse de Lorenzaccio (Paris 1936, 1964, 1990). Dimoff lehrte an den Universitäten Nancy und Saarbrücken.
Dimoff war in Nancy von 1949 bis 1950 Präsident der Académie de Stanislas.

## Werke
- (Hrsg.) Oeuvres complètes de André Chénier, Paris 1907–1919, zuletzt 1997
  - 1. Bucoliques, 1907
  - 2. Poèmes, hymnes, théâtre, 1911
  - 3. Elégies, épîtres, odes, iambes, poésies diverses, 1919
- (Hrsg.) Oeuvres choisies de Ch. Baudelaire, Paris 1929
- Cicéron, Hobbes et Montesquieu, Saarbrücken 1952
- (Hrsg. mit Marie Jeanpierre) Anthologie des poètes de Lorraine de 1700 à 1950, Nancy  1965
- (Hrsg.) André Chénier, L'Invention. Poème, Paris 1966